# Chrysopilus wirthi
Chrysopilus wirthi är en tvåvingeart som beskrevs av Elisabeth K. Stuckenberg 1997. Chrysopilus wirthi ingår i släktet Chrysopilus och familjen snäppflugor. Inga underarter finns listade i Catalogue of Life.